# Потомство Чаки
«Потомство Ча́ки» (англ. Seed of Chucky) — комедийный слэшер 2004 года, пятая часть серии «Детские игры» и продолжение «Невесты Чаки» 1998 года, а также первый фильм, выпущенный в прокат другой кинокомпанией после оригинальных «Детских игр». Фильм был написан и срежиссирован Доном Манчини — создателем франшизы и сценаристом всех её фильмов (кроме ремейка 2019 года). В ролях Дженнифер Тилли, Редман, Ханна Спирритт, Джон Уотерс, Билли Бойд и Брэд Дуриф. Этой частью Манчини сделал свой режиссёрский дебют. Действие фильма происходит через шесть лет после «Невесты Чаки» и рассказывает о молодой кукле по имени Глен, сыне Чаки и Тиффани, который воскрешает своих родителей, вызывая хаос.
Фильм, снятый в Румынии, продолжает эволюцию франшизы от чистого жанра ужасов первых трёх фильмов к хоррор-комедии. Это последний фильм «Детских игр» из оригинальной сюжетной линии, который был выпущен в кинотеатрах — все последующие части выходили прямиком на видео (до перезапуска 2019 года). За фильмом последовало ещё одно продолжение, «Проклятие Чаки», выпущенное на домашнем видео и Netflix в 2013 году.
«Потомство Чаки» собрал более 24 миллионов долларов при бюджете в 12 миллионов долларов. Как и предшественник, фильм получил неоднозначные отзывы от критиков.

## Сюжет
У Чаки и Тиффани появляется сын Глен, который не может решить, какого он пола. Глен, в отличие от своих родителей, против убийств. Через шесть лет после предыдущего фильма он находит своих «родителей» на съёмках сиквела о истории Чаки и Тиффани, и оживляет кукол при помощи амулета «Сердце Дамбаллы». Тем временем у Чаки и Тиффани зреет план: захватить в плен актрису, озвучивающую Тиффани — Дженнифер Тилли и хип-хоп исполнителя и режиссёра Редмана, с которым она собирается переспать ради роли в его фильме, и вселиться в их тела. Тиффани оплодотворяет отключенную ранее Дженнифер спермой Чаки. Дженнифер обнаруживает беременность и рожает своих малышей (мальчика и девочку) в присутствии кукол. Роды у неё принимает Тиффани, которая пытается покончить с жизнью убийцы и перестать быть куклой. Чаки пытается настроить Глена (который наконец осознал, что он мальчик) против матери, но оказывается, что у Глена раздвоение личности, когда он на короткое время при родителях превращается в свою сестру Гленду, очень внешне похожую на Тиффани.
Чаки решает остаться куклой, мотивируя это тем, что именно как кукла он вошёл в историю как великий убийца, плюс будучи куклой не постареет. В итоге Дженнифер вместе с Гленом и Тиффани уезжают в больницу от Чаки, который убивает влюблённого в Дженнифер её водителя Стэна. Тиффани снова пытается вселиться в Дженнифер, но неожиданно появляется Чаки и убивает Тиффани, ссылаясь на то, что её никогда не любил. Та перед смертью просит Глена не повторять ошибки своих родителей, и особенно отца; а также говорит, что всё равно будет любить Глена, несмотря на пол. В припадке горя и ярости Глен валит Чаки на пол, а затем расчленяет его маленьким топором. Перед обезглавливанием Чаки говорит Глену, что гордится им («Молодец, молодец, мой мальчик! Молодец, молодец»). Душа Тиффани, как выясняется, всё же успевает переселиться в тело Дженнифер, а души Глена и Гленды переселяются в её детей (за кадром).
5-летний Глен теперь вместе с матерью и 5-летней сестрой живёт в доме с парком развлечений во дворе, где Тиффани рассказывает детям сказки. Но однажды Глен получает от кого-то посылку без адреса отправителя. Глен открывает её и обнаруживает правую руку погибшего Чаки, которая тут же хватает его за горло.

## В ролях
| Актёр           | Роль                                |
| --------------- | ----------------------------------- |
| Брэд Дуриф      | Чаки (голос)                        |
| Дженнифер Тилли | в роли самой себя / Тиффани (голос) |
| Билли Бойд      | Глен / Гленда (голос)               |
| Ханна Спирритт  | Джоан                               |
| Редман          | в роли самого себя                  |
| Джон Уотерс     | Питер (Пит) Питерс                  |

## Производство
Разработка фильма началось 18 октября 1998 года, через два дня после успешного выхода «Невесты Чаки», но режиссёр Ронни Ю не смог присоединиться из-за загруженного расписания. Режиссёром был назначен Дон Манчини.
Universal Pictures, которая продюсировала три предыдущих фильма и ожидала более традиционного слэшера, в котором сын будет кровожадным злодеем, отклонила сценарий с пометкой «Это слишком весело». Производство в конечном итоге возобновилось, когда проект был одобрен Focus Features после успешного выпуска фильма «Лихорадка» в 2002 году и в конечном итоге был выпущен через Rogue Pictures.
Съёмки почти полностью проходили в Румынии на студии Castel Studios в целях экономии бюджета.
Все эффекты аниматроники и макияж были созданы дизайнером эффектов Тони Гарднером, который также появляется в фильме в камео, и его компанией Alterian Inc.

## Отзывы критиков
На Rotten Tomatoes фильм имеет рейтинг одобрения 34 % на основе 77 обзоров со средневзвешенным значением 4,50/10. Критический консенсус гласит: «Отдайте должное пятой части за то, что они приняли растущую абсурдность франшизы, даже если конечные результаты на самом деле не такие уж забавные или занимательные». На Metacritic у него средний балл 46/100, что указывает на «смешанные или средние отзывы». Зрители, опрошенные CinemaScore, поставили фильму среднюю оценку «C+» по шкале от A+ до F.
Роджер Эберт дал фильму две звезды из четырёх, заявив: «„Потомство Чаки“ — это на самом деле два фильма, один жалкий, другой смешной».

## Сиквелы
За фильмом последовали «Проклятие Чаки» в 2013 году, «Культ Чаки» в 2017 году и сериал «Чаки» в 2021 году.